# Rubus calyculatus
Rubus calyculatus är en rosväxtart som beskrevs av Johann Heinrich Kaltenbach. Rubus calyculatus ingår i släktet rubusar, och familjen rosväxter. Inga underarter finns listade i Catalogue of Life.